# Смоленский, Александр Павлович
Александр Павлович Смоленский (6 июля 1954, Москва — 13 октября 2024, Тель-Авив) — российский предприниматель, создатель банка «Столичный» («СБС-Агро»), холдинга «Общество взаимного кредита» («ОВК»), писатель. Участник «семибанкирщины».

## Биография
Родился в семье Павла и Каролины Рудольфовны (1919—1978) Смоленских, которые эмигрировали из Австрии в СССР в 1930-е годы. Сведения об отце сфальсифицированы, его судьба неизвестна. По словам самого Смоленского, его дед — секретарь ЦК Компартии Австрии.
Окончил Джамбулский геолого-технологический институт в Казахстане по специальности «Экономика».
С 1974 года Смоленский трудился в нескольких типографиях — сначала наборщиком, потом начальником цеха, старшим мастером. В 1980 году стал товароведом московской торговой фирмы «Весна». В 1981 году был обвинён в хищении государственного имущества и частном предпринимательстве — по словам Смоленского, он помог набрать Библию, для чего использовал шесть килограммов типографской краски. Был осуждён, по официальной информации, на 2 года лишения свободы, получил на зоне кличку «баба Шура» (по неофициальной — на 12 лет, которые ему якобы сократили до двух, когда он согласился сотрудничать с КГБ).
В 1983 году Смоленский устроился инженером в московский спорткомплекс «Олимпийский». В 1984 году стал заместителем начальника ремонтно-строительного управления в Первомайском районе Москвы. В 1987 году организовал один из первых строительных кооперативов в Москве.
В 1989 году создал и возглавил Коммерческий банк «Столичный».
В 1993 году Генеральная прокуратура РФ возбудила в отношении руководства КБ «Столичный» два уголовных дела: об отмывании средств, полученных от продажи наркотиков, оружия и ядерных материалов, и о выводе в Австрию 25 миллионов долларов по фальшивому авизо. Оба расследования позже были прекращены, а Смоленский награждён орденами Почёта (первым из российских банкиров) и Дружбы народов. Банк «Столичный» был переименован в «Столичный банк сбережений» (СБС).
В 1995 году Смоленский входил в совет директоров ЗАО «Общественное российское телевидение», с 1996 года — в консультативный Совет по банковской деятельности при правительстве России.
В 1995—1999 годах был членом комиссии по государственным наградам при Президенте РФ.
В 1996 году на волне приватизации А. Смоленский приобрёл контрольный пакет акций «Агропромбанка» и ряд других активов, создав финансовую группу «СБС-Агро». Объединённый банк вошёл в десятку крупнейших российских финансовых предприятий по размеру собственного капитала и занял второе место в России по количеству вкладчиков — физических лиц (2 млн человек). По мнению Ю. И. Скуратова, группа «СБС-Агро» участвовала в спекуляциях на рынке ГКО, что стало одной из причин дефолта 1998 года.
«СБС-Агро» не перенес кризис 1998 года из-за чрезмерных вложений в ГКО. «СБС-Агро» остался должен несколько миллиардов долларов иностранным кредиторам и был осажден тысячами своих вкладчиков. Хорошие активы были выведены из «СБС-Агро» в купленный г-ном Смоленским небольшой банк «Первое ОВК». Туда же мутировали и отделения «СБС-Агро», ставшие Центральным, Сибирским, Приволжским, Поволжским и Дальневосточным ОВК.
После финансового кризиса 1998 года Центральный банк ввёл в «СБС-Агро» временное управление. На базе самарского отделения группы Смоленский организовал «Первое ОВК» («Общество взаимного кредита»), которое постепенно поглотило другие филиалы.
В 2003 году холдинг «ОВК» был продан Владимиру Потанину за 200 млн долларов. Смоленский заявил журналистам, что удаляется от дел, а акционеров группы «ОВК» будет представлять его сын.
Упоминается как член так называемой «Семибанкирщины» — группы из семи крупных представителей российского финансового бизнеса, как предполагается, неформально объединившихся, несмотря на внутренние разногласия, с целью обеспечить переизбрание Б. Н. Ельцина на президентских выборах 1996 года и якобы получившей неформальное право влиять на государственную политику в финансовой сфере, возможность приватизировать крупнейшие промышленные предприятия, что освещается в документальном фильме «Олигархи».
Входил в Совет директоров банка «Движение» до его присоединения в июле 2009 года к банку «Восточный».
В 2019 году продал свою последнюю коммерческую недвижимость в центре Москвы (четыре офисных комплекса общей площадью 22 000 м²) банку «Авангард».
Умер 13 октября 2024 года в возрасте 70 лет.

## Семья
Жена — Смоленская (Марченко) Галина Николаевна (род. 1959, Джамбул). Сын Николай (род. 1980) — предприниматель, в 2004—2013 годах владел британской автомобилестроительной компанией TVR.

## Литературное творчество
В соавторстве с журналистом Эдуардом Краснянским написал серию книг:
- Заложник (2006)
- Зона «Рублёвка» (2007)
- В раю никого не ждут (2008)
- Восстание вассала (2008)
- Дефолт совести (2008)
- Кремлёвский опекун (2010)
- 210 по Менделееву (2011)

## Награды
- Орден Дружбы народов (7 июля 1994) — за активную благотворительную деятельность, направленную на социальные нужды и возрождение российских духовных ценностей[14].
- Благодарность Президента Российской Федерации (25 июля 1996) — за активное участие в организации и проведении выборной кампании Президента Российской Федерации в 1996 году[15].
- Орден Святого Михаила Архангела — за то, что возглавляемый им банк выделил 50 килограммов золота для куполов храма Христа Спасителя.